# Khūjān
Khūjān (persiska: خوجان) är en ort i Iran.   Den ligger i provinsen Khorasan, i den nordöstra delen av landet, 700 km öster om huvudstaden Teheran. Khūjān ligger 1 157 meter över havet och antalet invånare är 593.
Terrängen runt Khūjān är platt. Runt Khūjān är det ganska tätbefolkat, med 56 invånare per kvadratkilometer. Närmaste större samhälle är Nīshābūr, 12,4 km norr om Khūjān. Omgivningarna runt Khūjān är i huvudsak ett öppet busklandskap.